# Коболев Володимир Павлович
Коболев Володимир Павлович (нар. 31 серпня 1949 р., м. Ківерці Волинської області) — український вчений-геофізик, доктор геологічних наук, професор. Член-кореспондент НАН України (2021)
Область наукових зацікавлень: геологічна будова літосфери акваторій геофізичними методами, гіпотеза гарячих поясів Землі. Ряд праць присвячені океанографічним дослідженням Світового океану, газо-гязьовому вулканізму і газогідратам Чорного моря.

## З наукової біографії
У 1968 р. з відзнакою закінчив Київський геологорозвідувальний технікум, працював техніком-оператором Київської геофізичної комплексної експедиції Міністерства геології УРСР.
У 1973 р. закінчив геологічний факультет Київського державного університету імені Тараса Шевченка.
З 1973 р. — аспірант, викладач кафедри геофізики.
З 1981 р. працює в Інституті геофізики ім. С. І. Субботіна НАН України.
З 2007 р. є професор кафедри геофізики Київського національного університету ім. Т. Шевченка.
Хронологія наукової кар'єри: 31.10.1984 — Кандидат геолого-мінералогічних наук, спеціальність: Петрологія; 09.06.1999 — Старший науковий співробітник ; 11.02.2004 — Доктор геологічних наук, спеціальність: Геофізика; 15.12.2015 — Професор ; з 08.07.2013 — Головний науковий співробітник, Відділ петромагнетизму і морської геофізики, Інститут геофізики ім. С. І. Субботіна НАН України;
В. П. Коболев учасник ряду морських геофізичних експедицій, які досліджували ареал Атлантичного океану, зокрема континентальної окраїни західної Африки (шельф Гвінейської республіки), учасник експедицій на науково-дослідних суднах «Академік Вернадський», «Михайло Ломоносов», «Професор Водяницький», «Професор Колесников», «Володимир Паршин», «Київ».
Заступник головного редактора журналу «Геологія і корисні копалини Світового океану», член редколегій наукових видань «Геофізичний журнал» (Київ) та «Геодинаміка» (Львів).

## Творчий доробок
Автор 245 наукових праць, 13 колективних монографій. Понад 150 його наукових праць присвячені океанографічним дослідженням Світового океану.

## Нагороди та відзнаки
Кавалер Командорського Хреста Ордену святого Станіслава, нагороджений пам'ятною медаллю А. Гамбурцева (Інститут фізики Землі РАН), медаллю В. І. Лучицького та пам'ятним знаком ім. Л. І. Лутугіна «За заслуги в розвідці надр» (Державна геологічна служба України).